# Flohburg

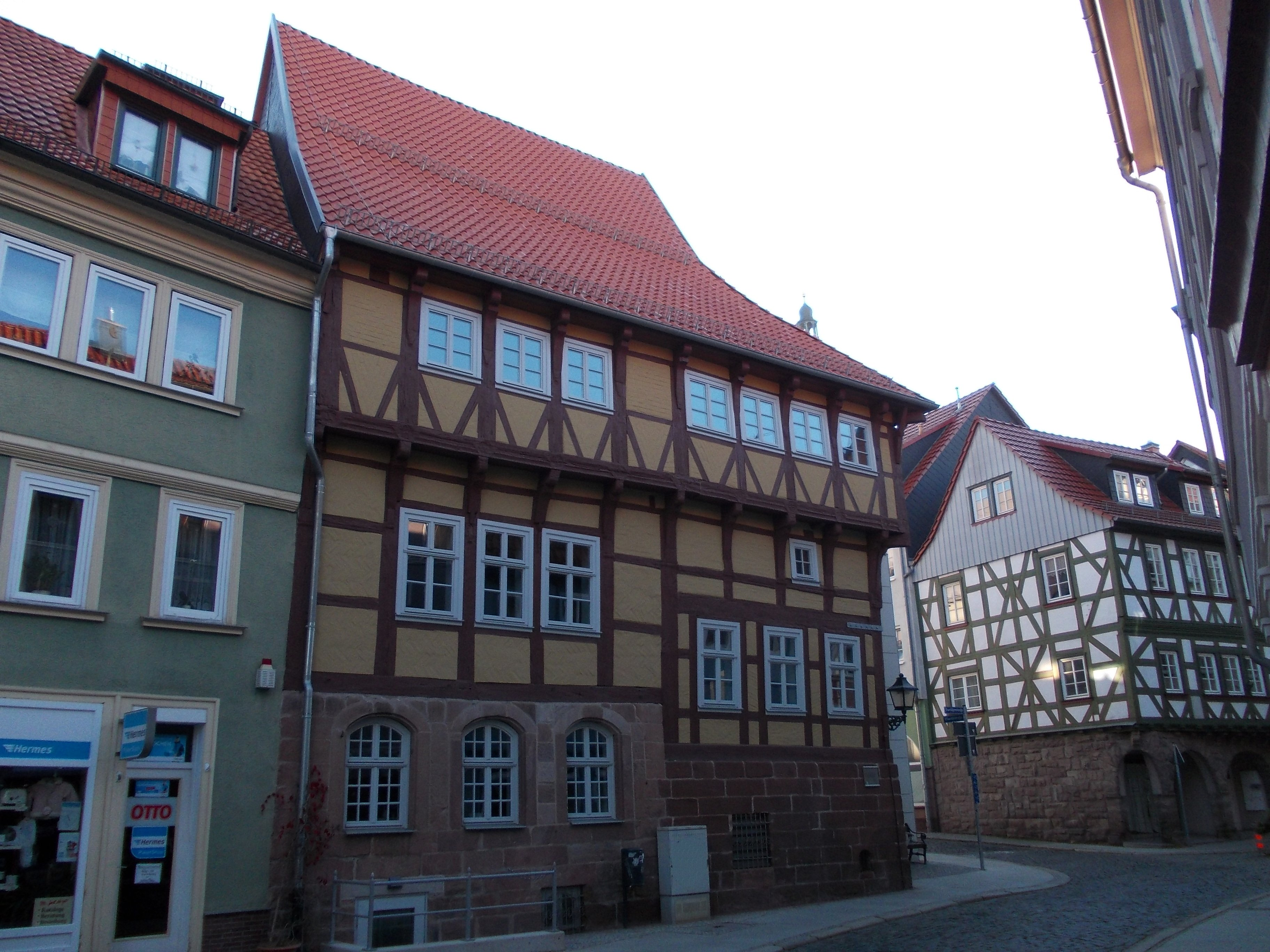
Flohburg in der Barfüßerstraße (2013)

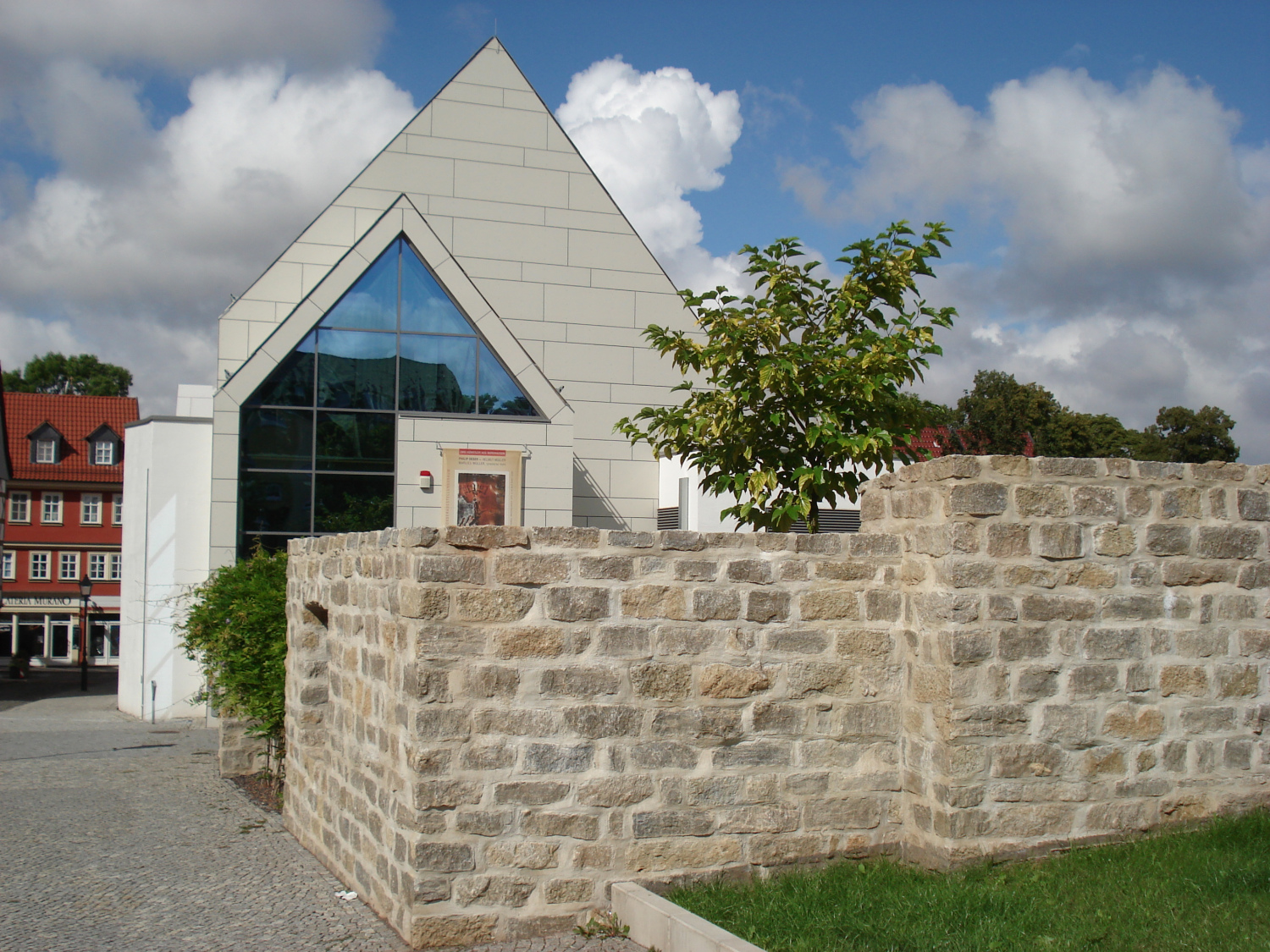
Rückwärtige Glasfassade der Flohburg (2014)

Die Flohburg ist ein gotisches Fachwerkhaus in Nordhausen in Thüringen und eines der ältesten sowie bauhistorisch wertvollsten Gebäude der Stadt. Es besitzt eine reich gegliederte Fassade mit steilem Satteldach. Ende Juni 2012 wurde hier die Flohburg – Das Nordhausen Museum eröffnet.

## Geschichte
1336 war das Grundstück in Besitz der angesehenen Adelsfamilie Bart und wurde als Absteigequartier genutzt. Nach dendrochronologischen Untersuchungen existiert die heutige Flohburg seit 1473/74. Ein Tiefkeller stammt aus dem 11./12. Jahrhundert und ist wahrscheinlich einmalig in Hessen, Niedersachsen und Thüringen. Den repräsentativsten Raum des Hauses bildete die Bohlenstube aus dem Jahr 1506, die kultur- und kunsthistorisch als bedeutsam gilt.
Bis zum 19. Jahrhundert fanden umfangreiche Um- und Anbauten am Gebäude statt; es beherbergte zu dieser Zeit u. a. eine Fleischerei, Bäckerei, eine Gastwirtschaft und eine Kupferschmiede. Bis 1989 befand sich in dem Bau das erste Nordhäuser Theater. 1963 wurde die Flohburg als Kinder- und Jugendbibliothek genutzt und es entstand ein östlicher Anbau. Ab dem Jahr 2002 wurde das Haus für kulturhistorische Sonderausstellungen genutzt.
Anfang 2011 begann eine umfangreiche Sanierung und Erweiterung der Flohburg; das historische Gebäude wurde entkernt, Anbauten aus DDR-Zeiten entfernt sowie das Dach erneuert. Die Kosten für das gesamte Projekt beliefen sich auf rund 5,2 Millionen Euro, wobei sich die Stadt Nordhausen mit 1,3 Millionen Eigenmitteln beteiligte. Am 30. Juni 2012 öffnete das stadtgeschichtliche Museum. Seit 2014 befindet sich die Himmelgarten-Bibliothek in der Flohburg.

## Name
Für den Namen „Flohburg“ gibt es unterschiedliche Deutungen; zum einen könnte er von den kleinen Wohnungen mit ihren vielen Bewohnern herrühren, zum anderen von den schlechten hygienischen Bedingungen im Gebäude.